# 이탈리아-서부어군
이탈리아·서부어군(Italo-Western) 또는 이탈리아·서부 로망스어군은 일부 언어분류 체계에서 사용되는 로망스어군의 한 분파로, 이탈리아어군과 서부 로망스어군을 한 그룹으로 묶은 것이다. 현대 로망스어에서 사르데냐어(남부 로망스어)와 동부 로망스어만을 제외한 모든 언어를 포함시킨 대분류이다.

## 분류
- 이탈리아달마티아어군
- 서부 로망스어군